# Hysterostomella phoebes
Hysterostomella phoebes är en svampart som beskrevs av Syd. & P. Syd. 1927. Hysterostomella phoebes ingår i släktet Hysterostomella och familjen Parmulariaceae.   Inga underarter finns listade i Catalogue of Life.